# Bonnier AB
O Grupo Bonnier – em sueco Bonnier AB – é um grupo de empresas,
com sede em Estocolmo, na Suécia, e presente em 17 países. Este grupo é propriedade da família Bonnier, e tem vários jornais,  revistas, uma cadeia de cinemas e um canal televisivo, empregando umas 10 000 pessoas.

## Algumas empresas do Grupo Bonnier
- Dagens Nyheter
- Sydsvenskan
- Expressen
- Dagens Industri
- Amelia
- Veckorevyn
- Svensk Filmindustri
- TV4-Gruppen
- Editora Bonnier
- Editora Revistas Bonnier
- Adlibris